# Бъркли (окръг, Западна Вирджиния)
Вижте пояснителната страница за други значения на Бъркли.
Окръг Бъркли (на английски: Berkeley County) е окръг в щата Западна Вирджиния, Съединени американски щати. Площта му е 834 km², а населението – 122 076 души (1 април 2020). Административен център е град Мартинсбърг.